# Ernesto Bazan
Ernesto Bazan (Palermo, 1959) è un fotografo italiano.
Studia a New York alla School of Visual Arts ed entra a far parte dell'agenzia Magnum.
Dal 1992 al 2006 vive a nell'isola di Cuba. Il lavoro svolto in questi anni gli varrà l'assegnazione di alcuni premi fotografici.
Nel 2002 sviluppa i suoi workshop di fotografia e nel 2008 la casa editrice BazanPhoto Publishing pubblica il libro intitolato Cuba.
Ha esposto in Europa, America Latina e Stati Uniti.

## Premi e riconoscimenti
- Premio Eugene Smith (1998)
- Mother Jones Foundation for Photojournalism
- World Press Photo
- Due borse di studio, dalla Alicia Patterson Foundation e dalla Guggenheim Foundation